# Convento de San Salvador
El convento de San Salvador de Horta es un convento franciscano también conocido como Santa María de los Ángeles, construido al pie del monte de San Salvador, que se levanta al este de Horta de San Juan, en la comarca de Tierra Alta. Fue fundado en 1543 y transformado en casa de recoletas en 1576.

## Descripción arquitectónica
Arquitectónicamente, se trata de una serie de edificios de diversas épocas, entre los siglos XII y XVII, dispuestos alrededor de un claustro renacentista. La iglesia es un edificio gótico levantado durante el dominio templario, es precedido de un atrio y ampliado con capillas laterales en el siglo XVII. Tiene una sola nave cubierta de una armadura de cabrios y teja que descansa sobre arcos de diafragma y la cabecera forma un ábside semicircular cubierto de bóveda nervada tardorománica. Ya en dominio hospitalario en el siglo XIV, la nave fue prolongada con un coro elevado, una galería porticada y se abrió la actual puerta principal, e espectacular estructura achaflanada y contorno ojival. Está decorada por doce arquivoltas con las correspondientes columnas y capiteles de temática floral. El ábside es semicircular y sigue la tradición románica, con una gran ventana y contrafuertes verticales, ménsulas y adornos que se repiten en los muros laterales.

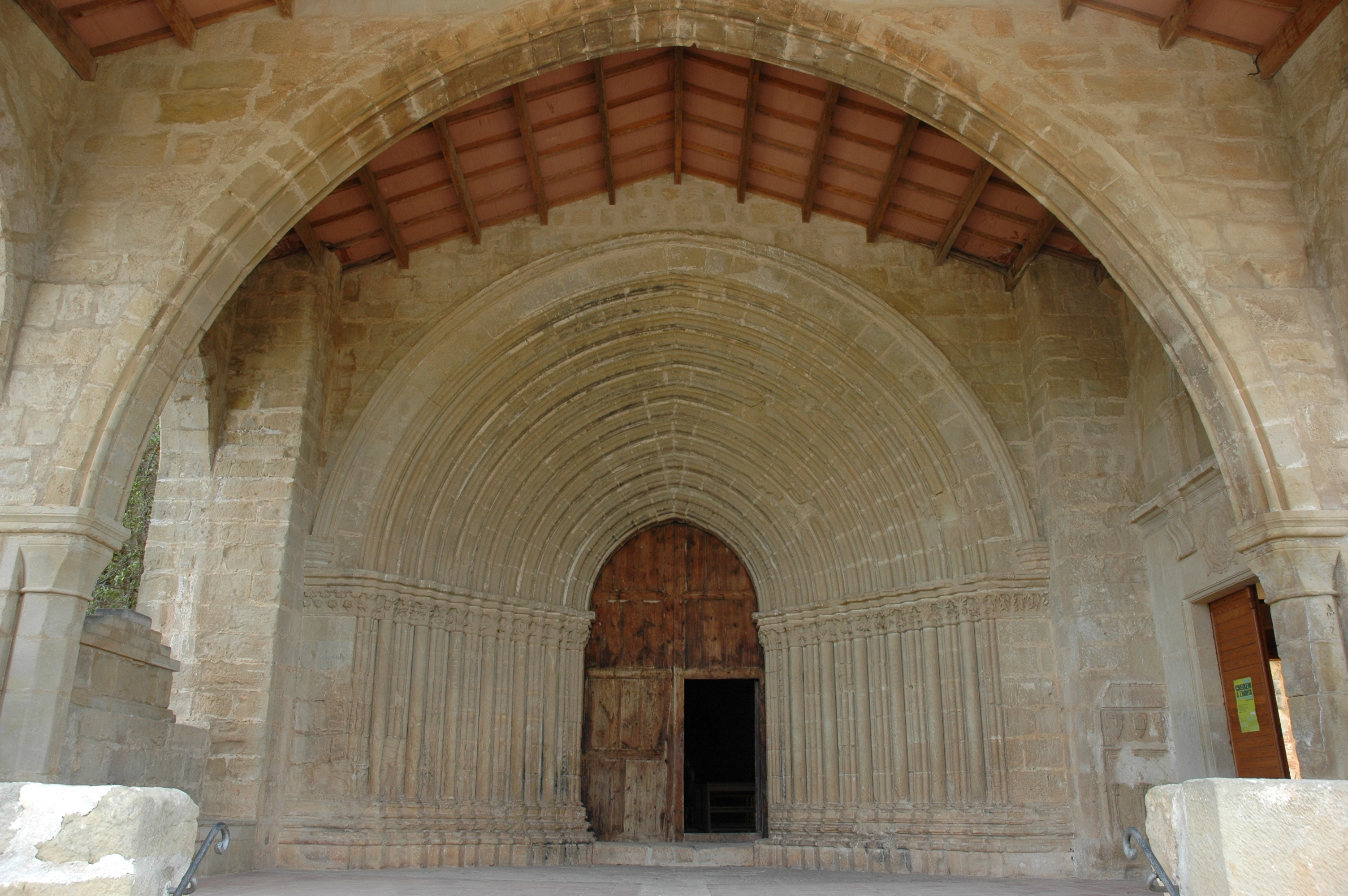
Atrio y portada.

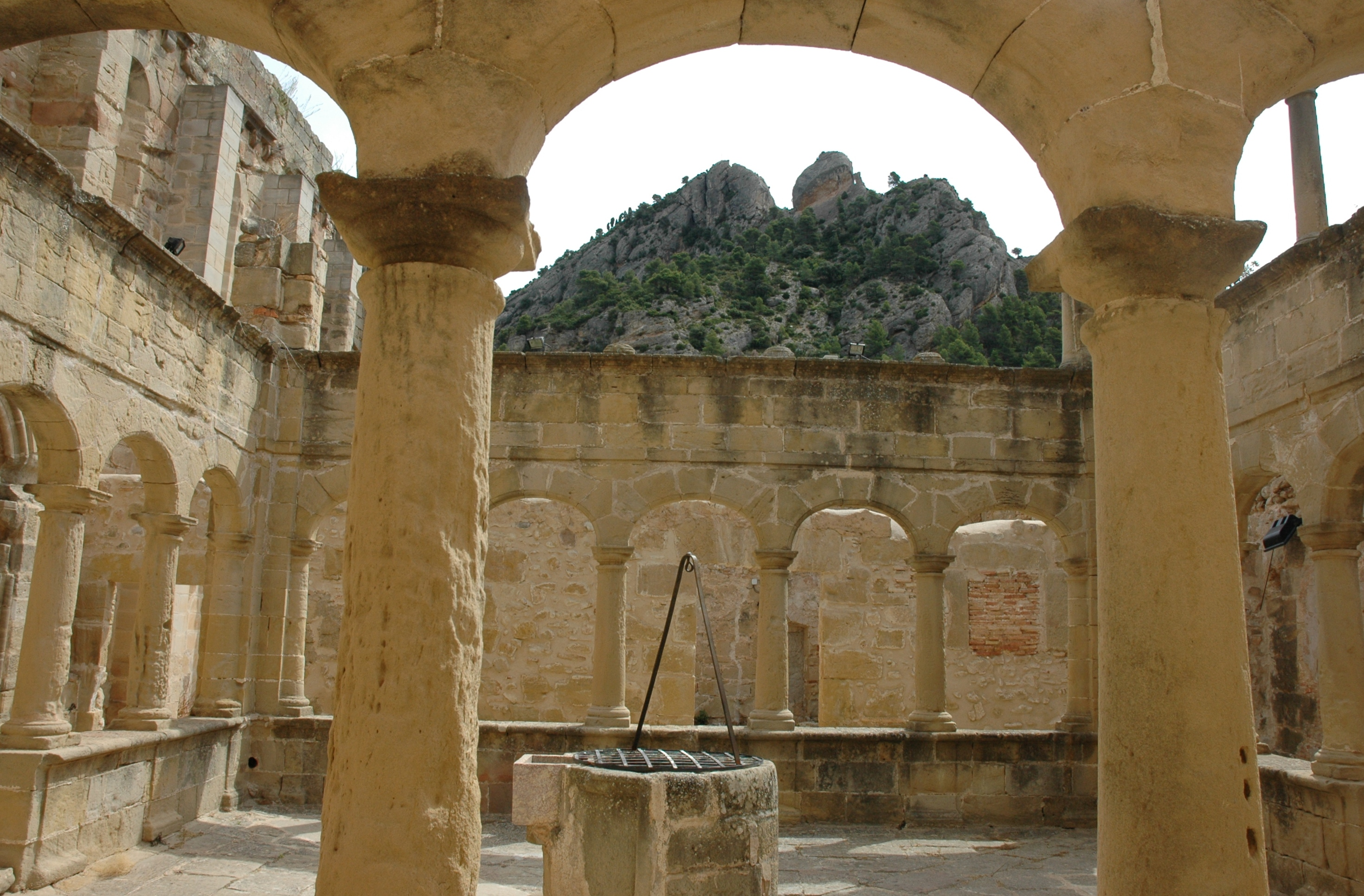
Claustro.

Bajo los arcos de la galería hay varios sarcófagos, uno de ellos clavado a la derecha de la puerta y decorado con escudos relacionados con el gremio de constructores. Es probable que hubiera contenido los restos de Bernardo de Alguaire, maestro cantero, hijo de Horta, que proyectó y dirigió la obra de la catedral de Tortosa.
A la derecha de la iglesia se extiende el antiguo convento y claustro renacentista. El convento se convirtió en famoso por el hecho de haber residido Salvador de Horta, que obró grandes milagros y ahora es conocido y venerado. Las masas que cada día visitaban Horta de San Juan en busca de curación, y que no dudaban en tratar de San Salvador, despertó los recelos y envidias de jerarquía eclesiástica, que le obligó a trasladarse a Reus.

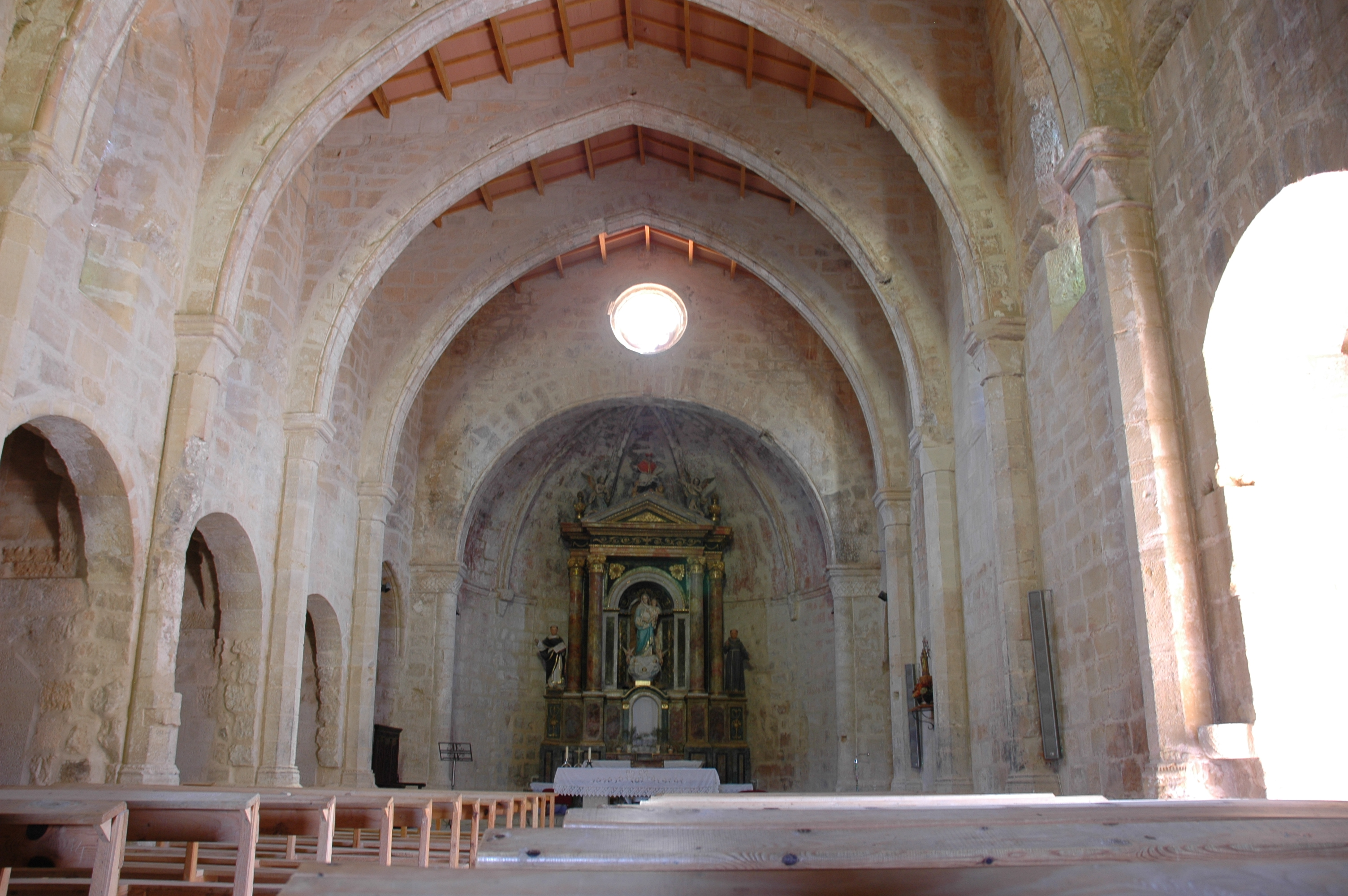
Interior de la iglesia.

## Estado de conservación
La iglesia se conserva entera y con culto, pero el convento está en ruinas. En 1985 el conjunto de montaña y Convento fueron declarados Monumento histórico-artístico.
A veinticinco minutos del convento, en la parte septentrional del monte, está la cueva y la fuente de San Salvador. Sobre el convento se ven todavía los restos de las antiguas ermitas de San Pablo, San Onofre, San Antonio y Santa Bárbara, donde residían antiguamente frailes haciendo vida eremítica. El convento era un lugar de retiro y residencia de frailes ancianos que en 1830 tenía 41 miembros. Actualmente el Convento es lugar de culto y peregrinación, y en los últimos años han sido restaurados los dos altares barrocos, así como las dependencias que acogen las salas de exposiciones.